# Mariana Suman
Mariana Suman (geb. Filip; * 29. Juli 1951 in Roman, Kreis Neamț) ist eine ehemalige rumänische Sprinterin und Mittelstreckenläuferin.
Über 400 Meter gewann sie bei den Europäischen Juniorenspielen 1968 in Leipzig Bronze und schied bei den Europameisterschaften 1971 in Helsinki im Vorlauf aus.
Bei den Europameisterschaften 1974 in Rom holte sie Bronze über 800 Meter und wurde Siebte in der 4-mal-400-Meter-Staffel.
Über 800 Meter siegte sie beim Europacup 1975 in Nizza und wurde Achte bei den Olympischen Spielen 1976 in Montreal.
1978 gewann sie bei den Halleneuropameisterschaften in Mailand Bronze über 800 Meter. Bei den Europameisterschaften in Prag erreichte sie über 800 Meter das Halbfinale und wurde Siebte in der 4-mal-400-Meter-Staffel.

## Persönliche Bestzeiten
- 400 m: 51,20 s, 3. August 1974, Sofia
- 800 m: 1:58,59 min, 28. August 1977, Bukarest
  - Halle: 2:01,6 min, 11. März 1978, Mailand